# Farine d'engrain

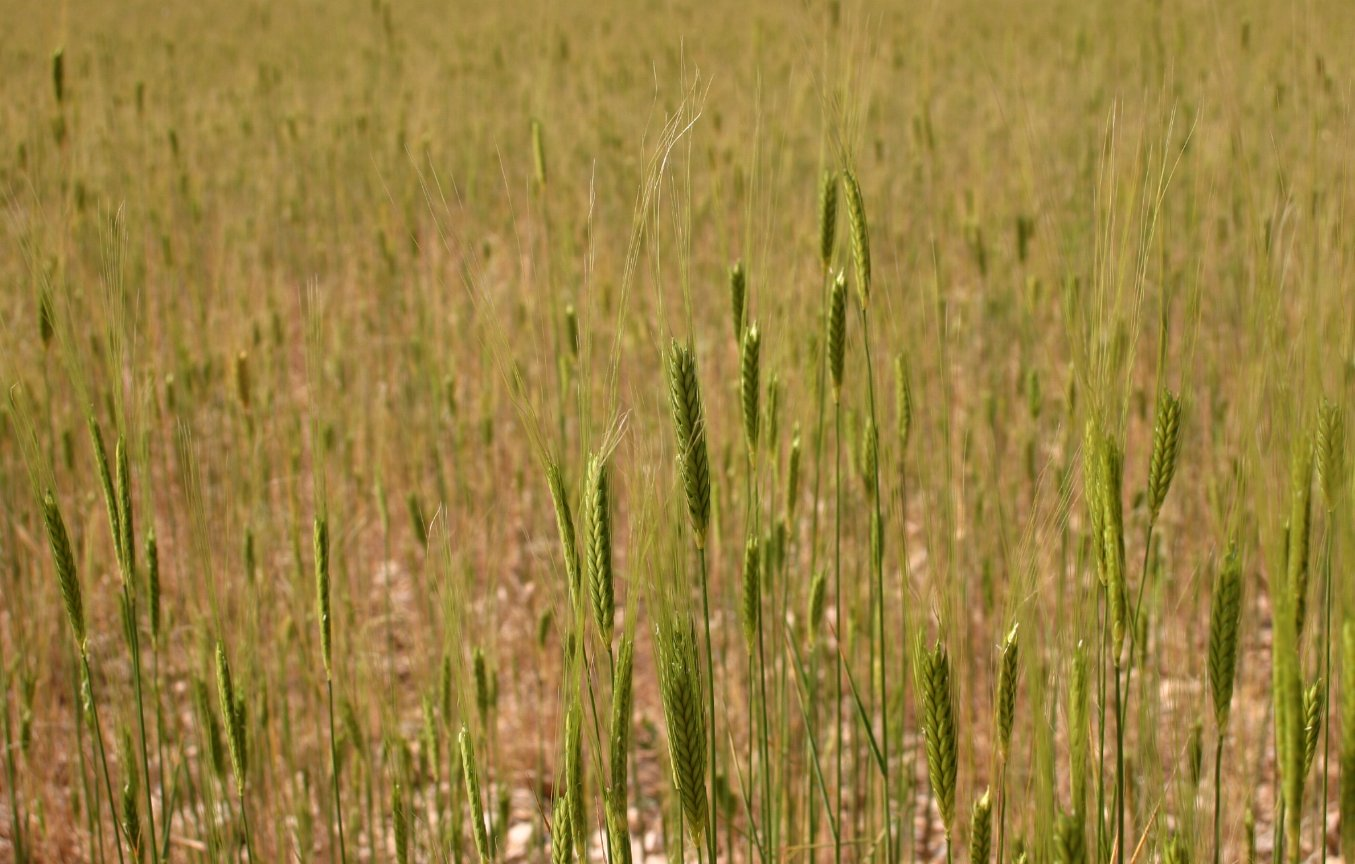
Petit épeautre sur le plateau d'Albion

La farine de petit épeautre ou farine d'engrain est fabriquée à partir de grains d'engrain ou petit épeautre (Triticum monococcum). Elle est parfois confondue avec la farine d'épeautre ou grand épeautre (triticum spelta).

## Histoire

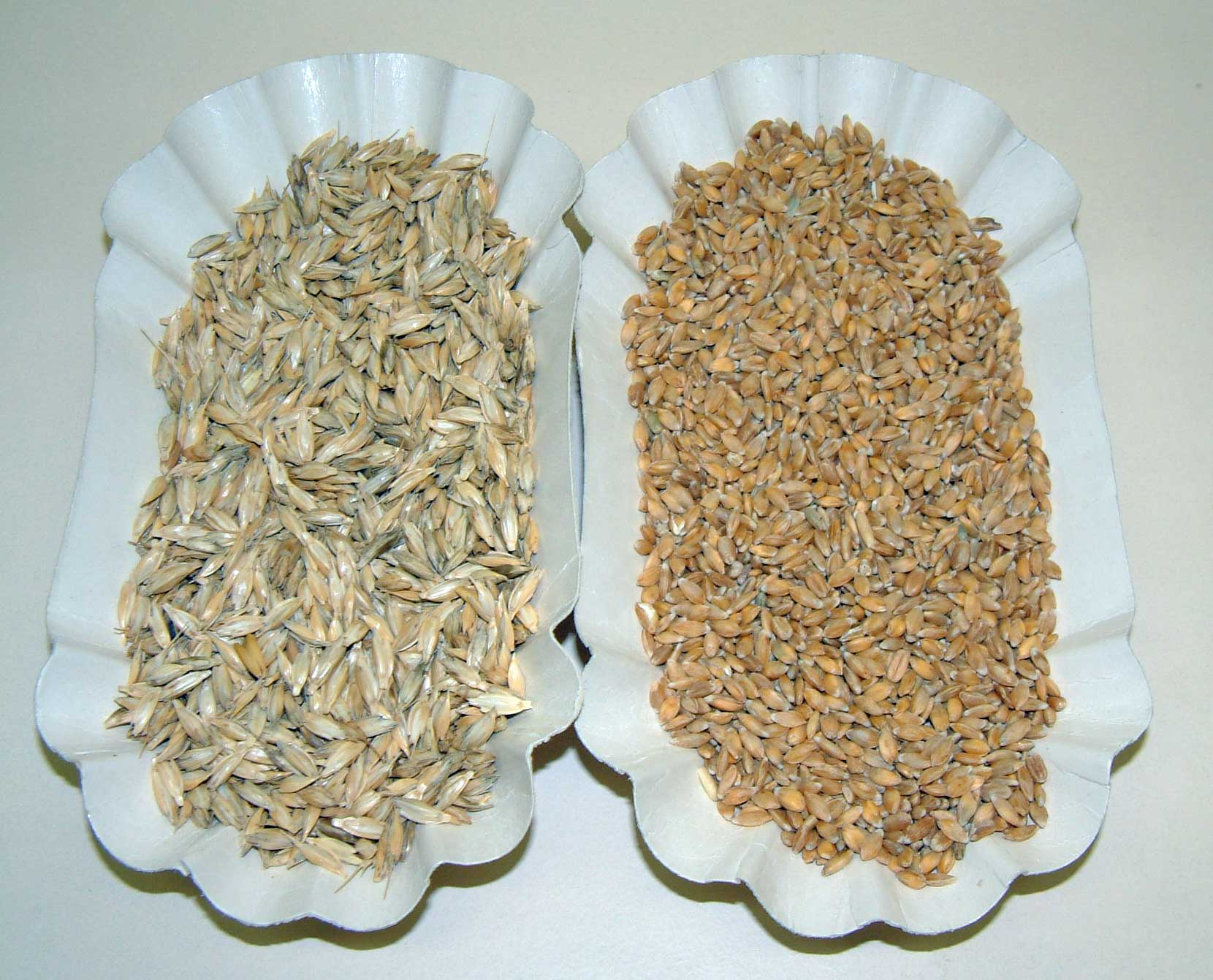
Triticum monococcum

La collecte d'engrain sauvage a dû précéder de plusieurs millénaires sa mise en culture.
Dans le Nord de l'actuelle Syrie, des restes en ont été trouvés sur les sites de Tell Abu Hureyra (restes datant du Xe millénaire av. J.-C.) et de Mureybet (restes datant du VIIIe millénaire av. J.-C.).
L'engrain cultivé apparaît vers le VIIe millénaire av. J.-C. des piémonts de l'Anatolie à l'ouest de l'Iran. 
Il se répand ensuite en Palestine, puis au Proche-Orient, mis à part les zones les plus chaudes. 
Alors qu'il était resté jusqu'alors moins important que l'amidonnier et l'orge, il participe aux débuts de l'agriculture à Chypre et en Grèce vers le VIe millénaire av. J.-C., et devient une des céréales importantes dans les Balkans puis dans la région danubienne vers le IVe millénaire av. J.-C., souvent en mélange avec l'amidonnier. 
Par contre, il reste rare au début de l'agriculture dans l'ouest de la Méditerranée (Ve millénaire av. J.-C.).
D'après Pline l'Ancien (18, 81), les Romains ne le cultivaient pas, mais le connaissaient sous un nom grec (typhe) .
L'engrain se retrouve dans les cités lacustres néolithiques de Suisse, du Wurtemberg et de Thuringe. 
Il est resté important en Europe pendant tout l'Âge du bronze, alors qu'il est progressivement remplacé par des blés nus au Proche-Orient.
Sa culture a persisté un peu partout en Europe jusqu'au début du XXe siècle, puis elle y a considérablement régressé.
Dans le nord-ouest de la Géorgie, l'engrain triticum monococcum était cultivé en mélange avec le blé zanduri (Triticum timopheevii)  dont l'ancêtre est (Triticum timopheevii Zhuk) et le blé de Joukovsky (Triticum zhukovski) , sous le nom de Zanduri.

## Géographie
L'engrain est devenu une culture relique, et n'est plus guère cultivé que dans des zones de montagne au Proche-Orient, Irak, Iran, Caucase, Crimée, Roumanie (Siebenbürgen), Yougoslavie, Suisse, Autriche (éteint), France, Espagne, Maroc.
L'engrain sauvage est répandu de la Turquie à l'Irak et à l'Iran. 
On le retrouve également dans les Balkans et en Crimée, où il est considéré comme adventice, c'était le seul blé sauvage connu au XIXe siècle. 
En Espagne, 120 000 ha sont cultivés comme fourrage pour les mulets et les porcs. 
En France, c'est l'engrain "petit épeautre" qui est cultivé.

## Biologie

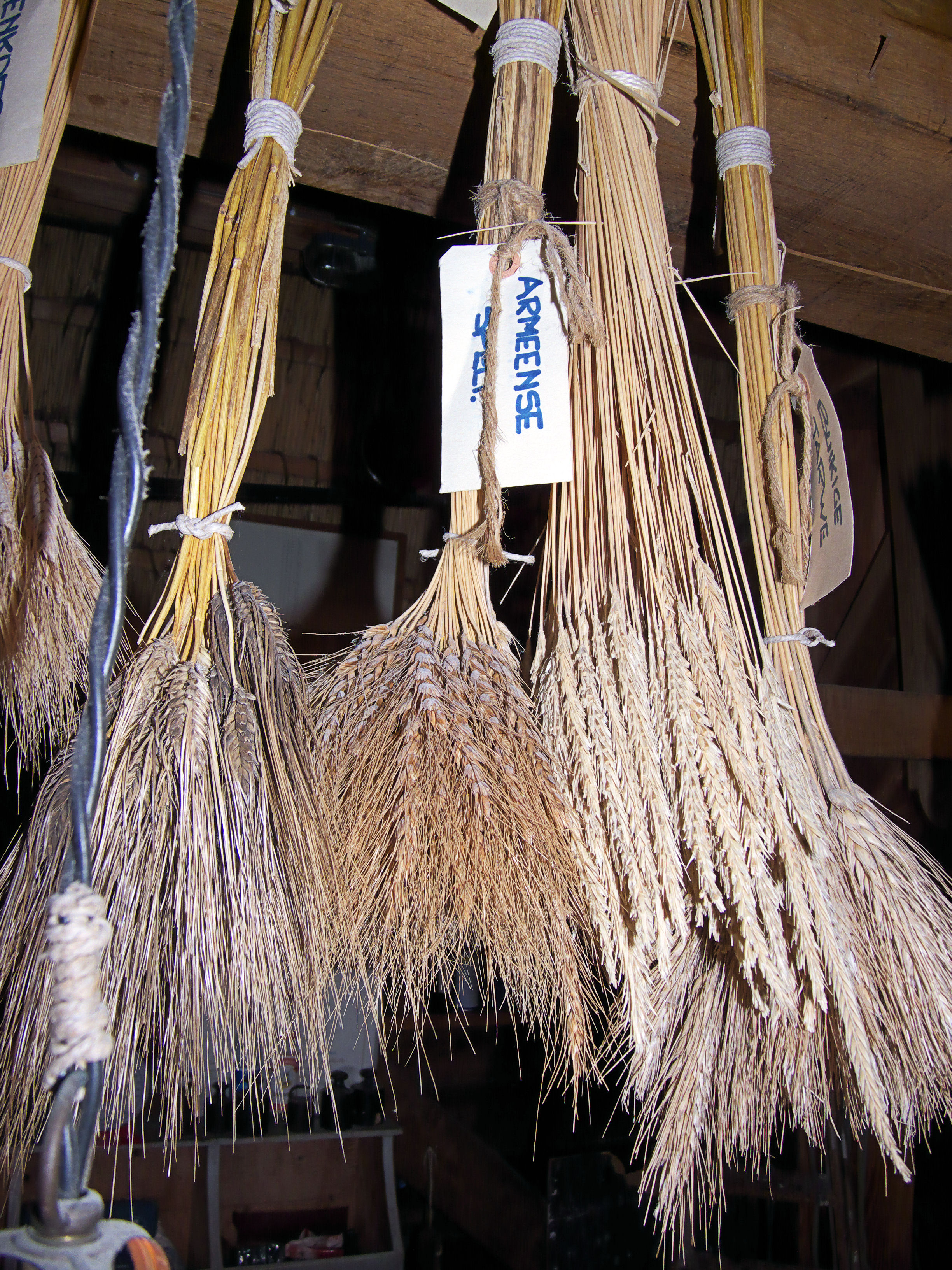
Triticum spelta

Sa forme sauvage est Triticum boeoticum ou Triticum monococcum boeoticum (Boiss.). 
Elle comprend des types à épillets à une graine, parfois appelés Triticum aegilopoides (Link) Bal., des types à épillets à deux graines, Triticum thaoudar Reut, ainsi qu'un type très particulier, Triticum urartu Tuman., qui ne se croise pas avec les autres.
L'engrain cultivé est un blé de petite taille (moins de 70 cm), au rendement faible, mais sa grande rusticité le fait s'accommoder des sols pauvres où les autres espèces ne donnent rien.
Les épillets ont deux fleurs, dont l'une est souvent stérile. 
Chez l'engrain sauvage, les deux glumelles portent une longue arête, alors que seule la lemme a une arête dans les formes cultivées. 
Chez l'engrain cultivé, seuls les épillets du sommet de l'épi se désarticulent parfois à maturité. 
Que ce soit au battage ou une fois désarticulés, les épillets restent attachés au segment du rachis situé au-dessous de l'épillet.

## Types
L'engrain est une espèce relativement uniforme, dont la plupart des cultivars ne contiennent qu'un grain par épillet, d'où son nom allemand Einkorn. 
Il existe cependant des cultivars à deux grains par épillet.
Une forme à grains nus a été récemment identifiée, et nommée Triticum sinskajae A. Filat. et Kurk.. 
Elle n'est cultivée qu'au Daghestan (d'après Joseph Bonjean). 
Elle a été isolée en 1970 d'une population d'engrain récoltée par Joukovski en Turquie en 1926 (Mansfeld).

## Qualités alimentaires

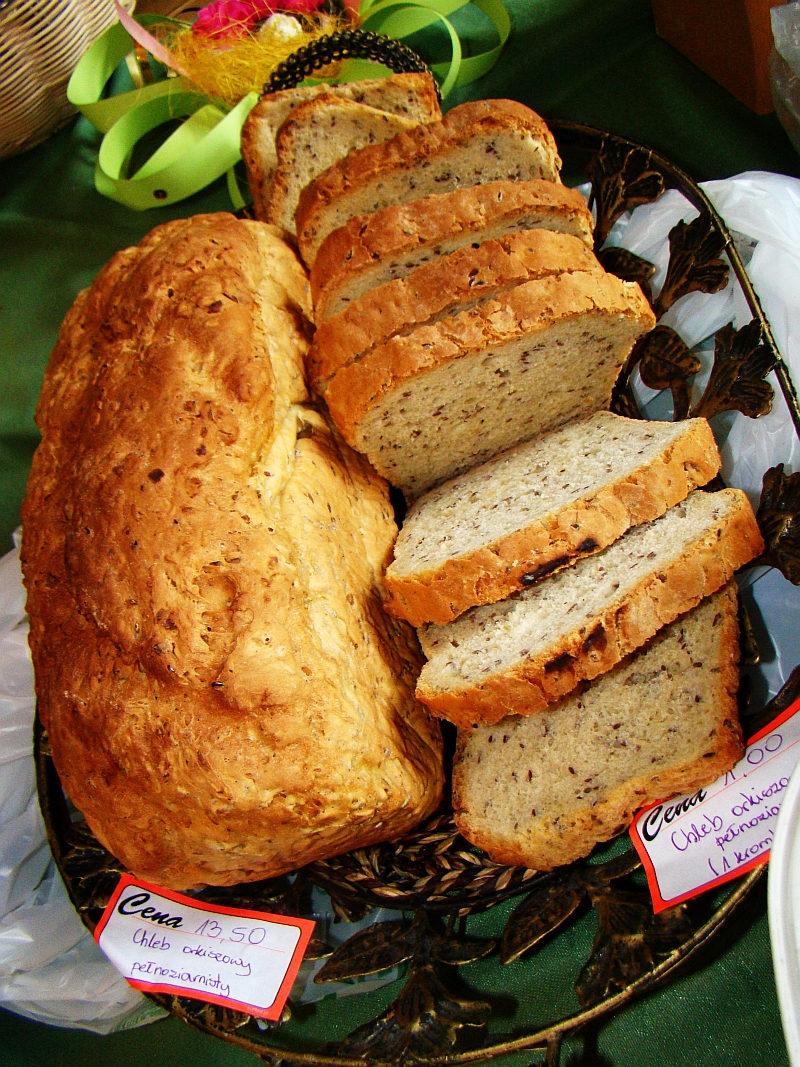
Pain d'épeautre

Il contient très peu de gluten et a des valeurs nutritives supérieures au grand épeautre. 
Il est notamment très riche en magnésium, en phosphore et en calcium, et contient les huit acides aminés essentiels. 
Sa richesse en oligo-éléments dépasse celle du grand épeautre.
Le petit épeautre ayant une teneur en gluten de 7 %, sa consommation est proscrite pour la minorité de personnes atteintes de maladie cœliaque ou d'intolérance au gluten. 

### Valeurs
| pour 100 g         |           |
| Valeur énergétique | 68 à 72 % |
| Valeur calorique   | 375 Kcal  |
| Lipides            | 2,88 %    |
| Protides           | 11,80 %   |
| Glucides           | 74,94 %   |
| Fibres             | 7,65 %    |
| Vitamine B1        | 0,37 mg   |
| Vitamine B5        | 0,80 mg   |

| pour 1 kg   |         |
| Vitamine PP | 5,20 mg |
| Potassium   | 3960 mg |
| Sodium      | 110 mg  |
| Magnésium   | 1320mg  |
| Calcium     | 220 mg  |
| Phosphore   | 4200 mg |
| Fer         | 0,26 mg |
| Zinc        | 0,34 mg |